# Höhscheider Hof
Der Höhscheider Hof ist ein ehemaliges Hofgut in der bergischen Großstadt Solingen. Der seit dem 12. Jahrhundert nachgewiesene Bauernhof, der aufgrund seiner jahrhundertelangen Zugehörigkeit zur Abtei Altenberg auch als Pfaffenhof bezeichnet wurde, bildet eine der Keimzellen des heutigen Stadtteils Höhscheid.
Das 1964 zum Wohnhaus umgebaute Gebäude wurde bis zu dessen Tod 2022 von dem Solinger Künstler Henryk Dywan als Wohn- und Ateliergebäude genutzt.

## Lage und Beschreibung
Der Höhscheider Hof liegt im nach ihm benannten Stadtteil Höhscheid an einem Nordhang des Höhscheider Bachs. Nach Süden und Südosten fällt das Gelände von dem Hof aus in das Höhscheider Bachtal ab. Das Fachwerkhaus befindet sich am Ende der Straße Höhscheider Hof, die durch ein ab den 1970er Jahren entstandenes Wohngebiet führt. 
Bei dem Höhscheider Hof handelt es sich um ein großes, giebelständiges Fachwerkhaus mit Krüppelwalmdach mit einem L-förmigem Grundriss. Es wurde auf einem hohen Putzsockel errichtet, der die Unebenheiten im Gelände ausgleichen soll. Die beiden, zweiachsigen Giebelseiten des Fachwerkhauses sind zum Wetterschutz verschiefert, die nach Südosten zeigende Traufseite des Hauses verfügt über acht Fensterachsen. Das Fachwerk liegt an den beiden Traufseiten sowie am L-förmigen Anbau frei, es zeigt sich in der typischen Form und Farbgestaltung des Bergisches Hauses mit schwarzen Balken, weißen Gefachen und grünen Fensterläden.   
Das Gebäude verfügt über mehrere Haustüren, darunter mehrere mit Nägeln beschlagene Holztüren an der nordwestlichen Traufseite (heute Haupteingang) sowie ein repräsentativ gestaltetes Portal mit Oberlicht und Laterne an der südöstlichen Traufseite.  

## Geschichte
Der Höhscheider Hof ist seit dem Jahre 1189 nachgewiesen. Der Name des Hofes ging später auf die angrenzend entstehenden Hofschaften Oben-, Mittel- und Untenhöhscheid über. Im Jahre 1363 wurde der Höhscheider Hof mit dem Solinger Fronhof an die Abtei Altenberg verkauft, womit auch der größte Teil der Höhscheider Gemarkung an die Abtei Altenberg fiel. Der Hof wird auch im Zehntverzeichnis der Abtei von 1488 erwähnt. Mit der Säkularisation des Klosters im Jahre 1803 ging auch der Höhscheider Hof in weltlichen Besitz über.
Die Topographische Aufnahme der Rheinlande von 1824 verzeichnet den Hof unbenannt und die Preußische Uraufnahme von 1844 verzeichnet ihn als Paffenhof. In der Karte vom Kreise Solingen aus dem Jahr 1875 des Solinger Landmessers C. Larsch ist der Hof ebenfalls als Paffenhof verzeichnet. Die Preußische Neuaufnahme von 1891 verzeichnet ihn als Höhscheiderhof. 
Der Hof wurde in den Ortsregistern der Honschaft Höhscheid innerhalb des Amtes Solingen geführt. Nach Gründung der Mairien und späteren Bürgermeistereien 1808 gehörte der Höhscheider Hof zur Bürgermeisterei Höhscheid, die 1856 zur Stadt erhoben wurde und lag dort in der Flur III. Neuenhof. 
Mit der Städtevereinigung zu Groß-Solingen im Jahre 1929 wurde der Höhscheider Hof in die neue Großstadt Solingen eingemeindet. Die ehemaligen Ackerflächen zwischen dem Höhscheider Hof und der Bauermannkulle wurden ab den 1970er Jahren vereinzelt mit Wohnhäusern bebaut, bevor in der ersten Hälfte der 1980er Jahre das Gelände in großem Stil parzelliert wurde. Mehrere neue Straßen wurden angelegt, die nach historischen Flur- und Gewannenbezeichnungen benannt wurden. Bis Anfang der 1990er Jahre waren alle Baumaßnahmen abgeschlossen.
Der Höhscheider Hof wurde noch bis 1964 als Bauernhof genutzt, anschließend wurde er in ein Wohnhaus und Ateliergebäude umgewandelt, das der Künstler Henryk Dywan bewohnte. Das aus dem 17. Jahrhundert stammende Fachwerkhaus Höhscheider Hof 1 wurde am 21. September 1989 in die Denkmalliste der Stadt Solingen eingetragen.

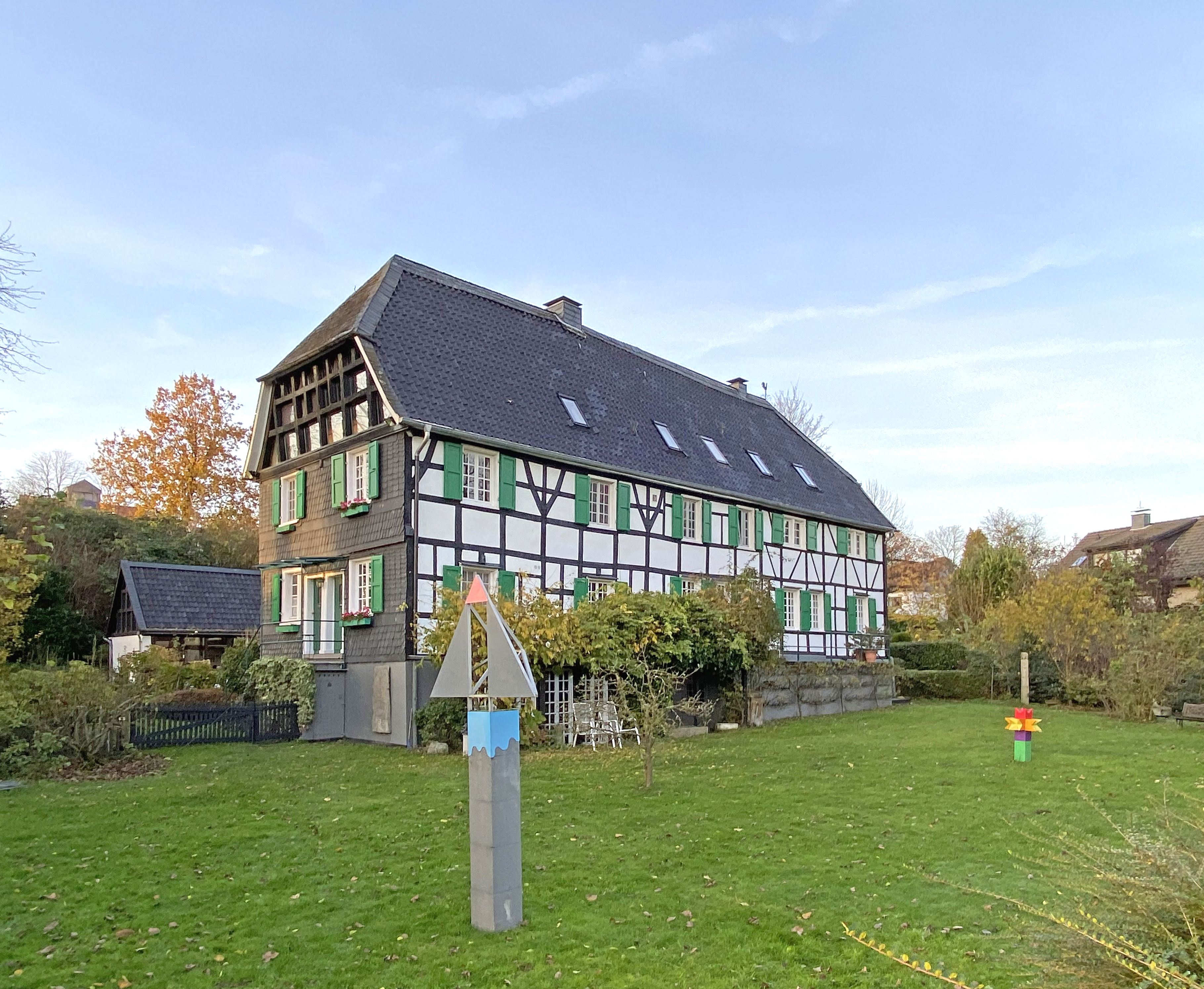
Ansicht von Süden
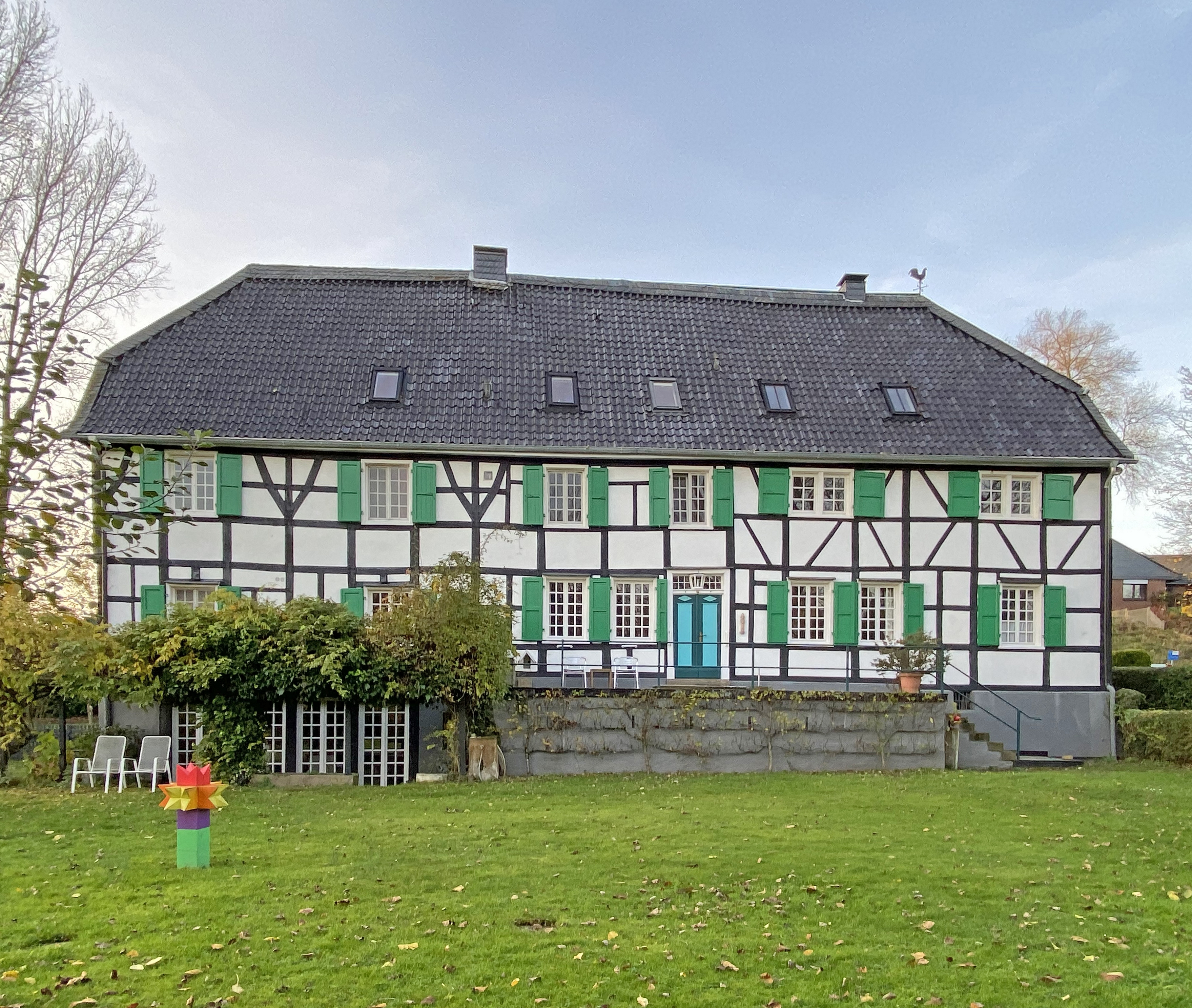
Ansicht von Südosten
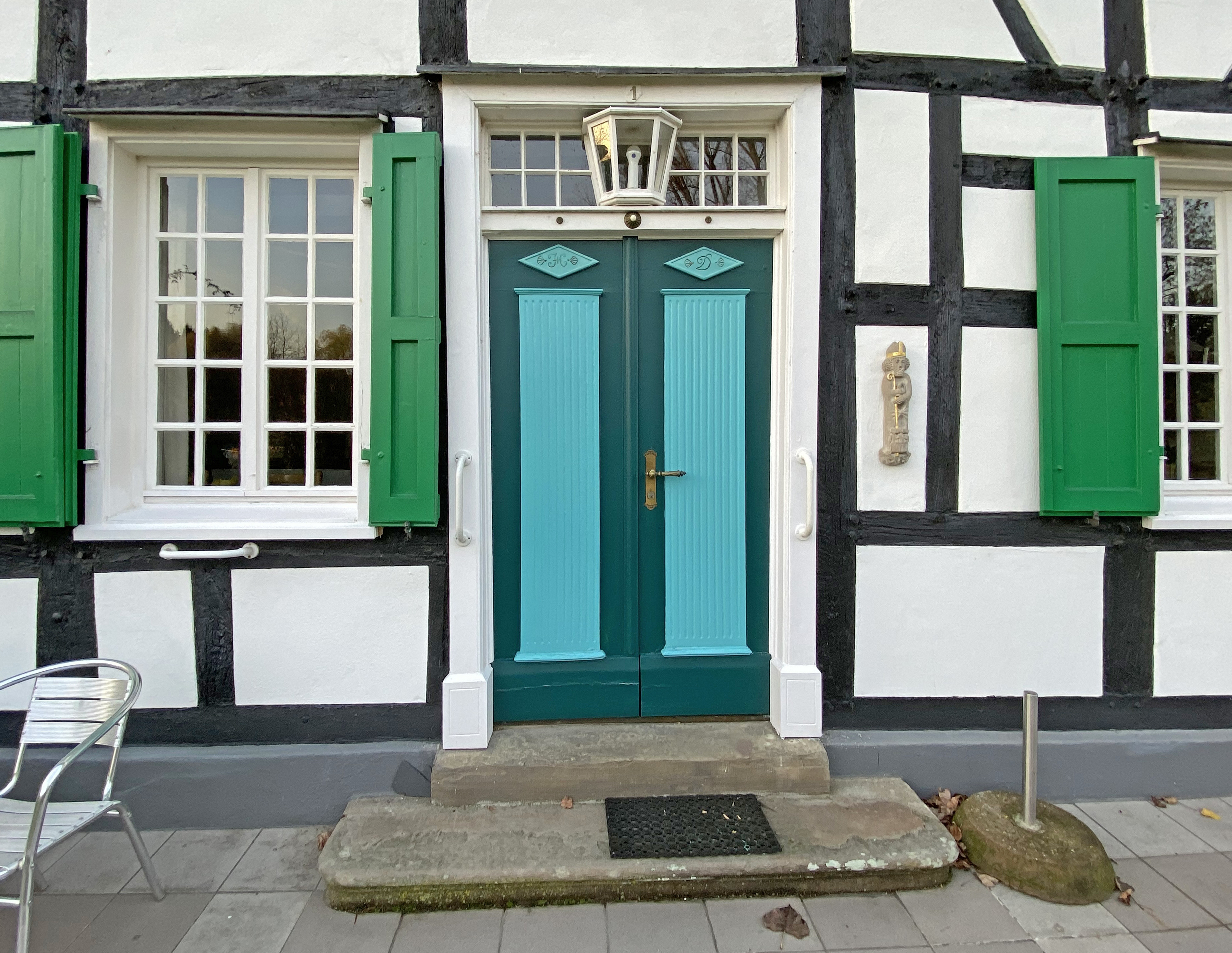
Portal mit Oberlicht und Laterne
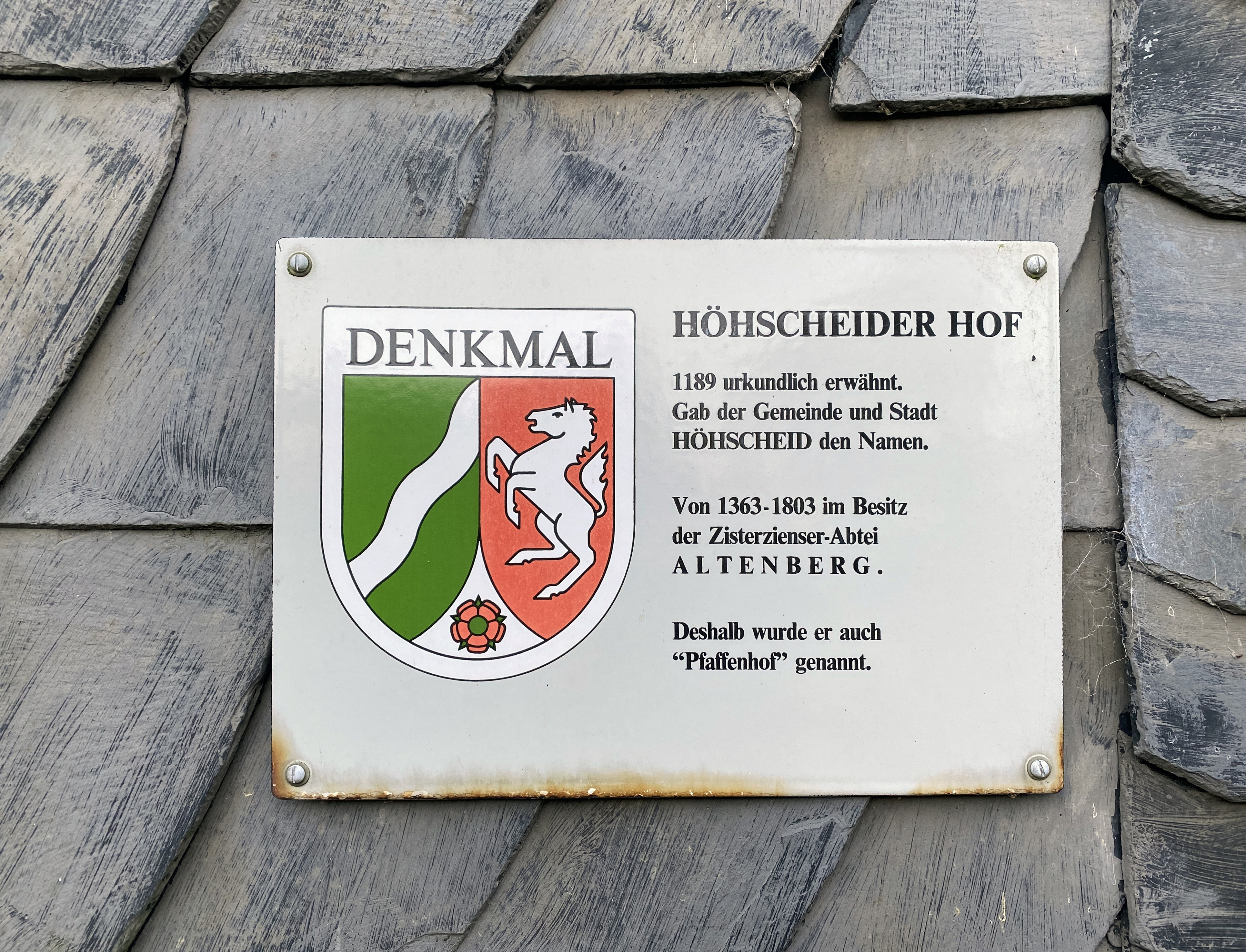
Denkmalplakette